# Vauxcéré
Vauxcéré és un municipi francès situat al departament de l'Aisne i a la regió dels Alts de França. L'any 2007 tenia 110 habitants.

## Demografia

### Població
El 2007 la població de fet de Vauxcéré era de 110 persones. Hi havia 36 famílies de les quals 4 eren unipersonals (4 dones vivint soles i 4 dones vivint soles), 12 parelles sense fills i 20 parelles amb fills.
La població ha evolucionat segons el següent gràfic:
Habitants censats

### Habitatges
El 2007 hi havia 47 habitatges, 36 eren l'habitatge principal de la família, 9 eren segones residències i 2 estaven desocupats. Tots els 47 habitatges eren cases. Dels 36 habitatges principals, 32 estaven ocupats pels seus propietaris i 4 estaven llogats i ocupats pels llogaters; 2 tenien dues cambres, 3 en tenien tres, 10 en tenien quatre i 21 en tenien cinc o més. 20 habitatges disposaven pel capbaix d'una plaça de pàrquing. A 11 habitatges hi havia un automòbil i a 22 n'hi havia dos o més.

### Piràmide de població
La piràmide de població per edats i sexe el 2009 era:
| Homes | Edats   | Dones |
| ----- | ------- | ----- |
| 0     | 95 o +  | 0     |
| 0     | 90 a 94 | 0     |
| 0     | 85 a 89 | 4     |
| 0     | 80 a 84 | 0     |
| 0     | 75 a 79 | 0     |
| 0     | 70 a 74 | 0     |
| 0     | 65 a 69 | 0     |
| 0     | 60 a 64 | 4     |
| 4     | 55 a 59 | 0     |
| 0     | 50 a 54 | 4     |
| 4     | 45 a 49 | 4     |
| 4     | 40 a 44 | 4     |
| 0     | 35 a 39 | 0     |
| 8     | 30 a 34 | 4     |
| 8     | 25 a 29 | 8     |
| 4     | 20 a 24 | 4     |
| 4     | 15 a 19 | 4     |
| 4     | 10 a 14 | 0     |
| 4     | 5 a 9   | 0     |
| 8     | 0 a 4   | 4     |

## Economia
El 2007 la població en edat de treballar era de 72 persones, 54 eren actives i 18 eren inactives. De les 54 persones actives 49 estaven ocupades (30 homes i 19 dones) i 5 estaven aturades (2 homes i 3 dones). De les 18 persones inactives 5 estaven jubilades, 4 estaven estudiant i 9 estaven classificades com a «altres inactius».
Activitats econòmiques
L'any 2000 a Vauxcéré hi havia 3 explotacions agrícoles que ocupaven un total de 477 hectàrees.

## Poblacions més properes
El següent diagrama mostra les poblacions més properes.